# Safa en Marwa

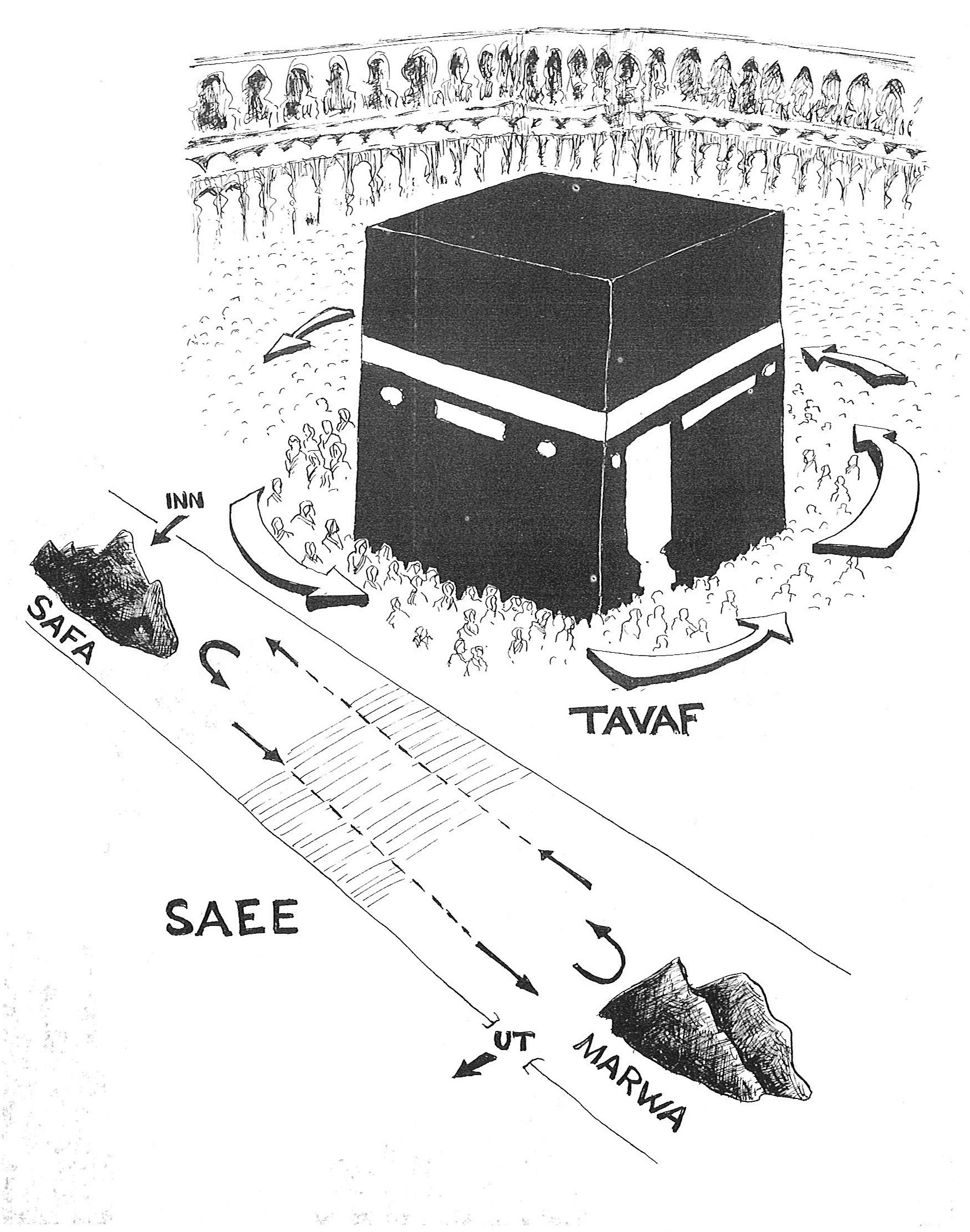
Illustratie van de heuvels van Safa en Marwa.

Safa en Marwa zijn twee kleine heuvels in de stad Mekka in het westen van Saoedi-Arabië. Ze bevinden zich vlak bij de Kaaba en zijn onderdeel van de Heilige Moskee. Islamitische pelgrims wandelen zeven keer heen en weer tijdens de bedevaart. Dit wordt Sa'ee genoemd.
De oorsprong van deze gebruik gaat terug tot Hadjar die op zoek was naar water voor haar zoon Ismail, zij rende zeven keer heen en weer tussen de heuvels Safa en Marwa en vond water vlak bij Ismail. Dat water staat gekend als de Zamzam-bron.